# Hans-Werner Loeck
Hans Werner Loeck (* 9. März 1925 in Heide (Holstein); † 13. März 2021 in Wachtberg-Niederbachem) war ein deutscher Diplomat, der unter anderem Botschafter in Peru und Venezuela war.

## Leben
Nach dem Abitur absolvierte Loeck ein Studium und trat nach Abschluss des Studiums in den Auswärtigen Dienst ein. Nach Abschluss der Laufbahnprüfung fand er Verwendung an mehreren Auslandsvertretungen sowie in der Zentrale des Auswärtigen Amtes in Bonn. Als Vortragender Legationsrat war er bis zum 31. Januar 1968 Stellvertretender Leiter des Ministerbüros im Auswärtigen Amt.
Nachdem er anschließend als Botschaftsrat Leiter des deutschen Stabes an der französischen Botschaft in Jugoslawien am 31. Januar 1968 wurde, da Frankreich zunächst als Schutzmachtvertretung dort die deutschen Interessen wahrnahm, wurde er am 31. Januar 1968 Ständiger Vertreter des Botschafters der Bundesrepublik Deutschland in Jugoslawien und am 18. Oktober 1968 zum Botschaftsrat Erster Klasse befördert.
1978 wurde er Nachfolger des in den Ruhestand getretenen Norbert Berger als Botschafter in Peru. Dieses Amt übte er bis zu seiner Ablösung durch Hans-Joachim Hille 1982 aus. Von 1982 bis 1985 war er als Ministerialdirigent Abteilungsleiter im Auswärtigen Amt. 1985 wurde er als Nachfolger von Harald Hoffmann Botschafter in Venezuela.

## Ehrungen und Auszeichnungen
- 1978 Orden des Infanten Dom Henrique (Großoffizier)
- Ordens El Sol del Perú (Großkreuz)
- Verdienstorden der Bundesrepublik Deutschland (Großes Verdienstkreuz)